# Enigma Records
Enigma Records bylo populární americké hudební vydavatelství alternativní hudby osmdesátých let. Původně bylo součástí Greenworld Distribution, od kterého se v roce 1985 odtrhlo. Vydavatelství založili William a Wesley Heinovi a svůj zájem zaměřovali především na punk rockové, heavy metalové a alternativní hudební skupiny. Na počátku devadesátých let vydavatelství zaniklo.